# Ширлі Стрікленд
Ширлі Стрікленд  (англ. Shirley Strickland de la Hunty, 18 липня 1925 — 11 лютого 2004) — австралійська легкоатлетка, олімпійська чемпіонка.
Член Зали Слави IAAF (2014).

## Виступи на Олімпіадах
| Олімпіада      | Дисципліна              | Місце     |
| -------------- | ----------------------- | --------- |
| Лондон 1948    | біг на 100 метрів       | 3         |
| Лондон 1948    | біг на 80 м з бар'єрами | 3         |
| Лондон 1948    | естафета 4 x 100 метрів | 2         |
| Гельсінкі 1952 | біг на 100 метрів       | 3         |
| Гельсінкі 1952 | біг на 80 м з бар'єрами | 1         |
| Гельсінкі 1952 | естафета 4 x 100 метрів | 5         |
| Мельбурн 1956  | біг на 100 метрів       | 3 h4 r1/3 |
| Мельбурн 1956  | біг на 80 м з бар'єрами | 1         |
| Мельбурн 1956  | естафета 4 x 100 метрів | 1         |